# Čajota
Čajota, tudi »bodeča bučka« ali »buča ježevka«, (znanstveno ime Sechium edule) je rastlina in njen plod, ki spada med bučevke. Vrsta in njene različice so danes razširjene po vsem svetu. Na avtohtonem območju lahko ta plezalka zraste celo do višine 20 metrov.

## Zgodovina
Čajota, znana tudi kot »mirliton« in »choko«, je užitna rastlina iz družine bučevk.
Poreklo čajote je iz Srednje Amerike, z območja med Južno Mehiko in Hondurasom, največ različic pa danes gojijo v Mehiki in Gvatemali. V Evropo so jo v 16. stoletju prinesli konkvistadorji. Takrat se je rastlina razširila tudi v druge dele Amerike, zaradi česar je vključena v kulinariko mnogih latinskoameriških narodov.

## Opis in gojenje
V tropskem podnebju je rastlina izredno hitro rastoča trajnica, saj doseže v enem letu tudi do 30 metrov dolžine. Listi so krpasti, podobno kot pri kumari, steblo je oglato in brazdasto. Moški cvetovi so na dolgih pecljih, kremne barve in izraščajo za istimi listi kot kasneje ženski cvetovi. Čajota zacveti v pozni jeseni. Plodovi imajo eno veliko seme na sredini, ki prične kaliti že v plodu, če ga hranimo na toplem. Posebnost čajote je v tem, da se pomladi, po koncu nevarnosti pozebe, nakaljen plod položi na zemljo, kjer se ga rahlo zasuje. Lahko pa se že nakaljen plod ukorenini pred tem v posodi in se potem rastlino presadi na vrt. Čajota za uspešno rast potrebuje oporo in dokaj veliko prostora za plezanje, hvaležna bo tudi za nekoliko bolj pred vetrom zaščiteno lego. Obstaja tudi različica čajote brez značilnih bodic na plodu.

## Uporaba
Plod čajote se večinoma uporablja kuhan. S kuhano čajoto običajno ravnamo enako kot s poletno bučo; na splošno pa se jo skuha narahlo, da ohrani svojo značilno konsistenco. Surovo čajoto lahko dodamo solatam ali salsa omakam, najpogosteje marinirano z limonovim ali limetinim sokom, lahko pa se narezana tudi zapeče in je npr. priloga k mesu ali ribam. Čajota je surova ali toplotno obdelana dober vir vitamina C.
Čeprav večina ljudi uživa samo plodove, so prav tako užitni tudi korenina, steblo, semena in listi. Gomolje rastline jedo kot krompir in drugo korenasto zelenjavo, medtem ko poganjke in liste pogosto uživajo v solatah ali ocvrte, zlasti v Aziji.